# Conophytum frutescens
Conophytum frutescens är en isörtsväxtart som beskrevs av Schwant.. Conophytum frutescens ingår i släktet Conophytum, och familjen isörtsväxter. Inga underarter finns listade i Catalogue of Life.